# Ейфорія, частина 1 (Доктор Хаус)
«Ейфорія, частина 1» (англ. Euphoria, Part 1)  — двадцята серія другого сезону американського телесеріалу «Доктор Хаус». Прем'єра епізоду проходила на каналі FOX 2 травня 2006. Ця серія перша частина загальної проблеми — порятунок Формана від смерті. Ейфорія, частина 2 — продовження цієї історії.

## Сюжет
В погоні за злочинцем полісмен Джо Ларія отримує кулю в плече, проте вона розколюється об куленепробивний жилет, а її частинки влучають йому в голову. В лікарні справу передають команді Хауса, так як пацієнт дуже веселий, але його "веселість" не викликана наркотиками. Крім ейфорії у чоловіка помітили затемнення в легенях. Чейз вважає, що пацієнт міг отруїтися вуглекислим газом. Він з Кемерон робить аналіз на кількість вуглекислого газу в організмі, Форман перевіряє машину і будинок, а Хаус поліцейський відділок. Аналізи показують завищений рівень газу, тому його поміщають в барокамеру. Будинок Джо виявляться доволі брудним. Також Форман знаходить таємну кімнату в якій росте велика кількість маріхуани. У відділку Хаус помічає тухлу воду в кондиціонері. Хаус вважає, що у Джо хвороба Легіонерів. Лікування почате і пацієнт, навіть, каже, що йому краще. Проте Форман помічає, що чоловік осліп і не хоче цього визнавати.
Команда погоджується, що у Джо синдром Антона Бабінського і роблять ангіограму (МРТ робити не можна через імовірність залишки кулі в голові), щоб знайти тромб. Ангіограмі не можна вірити остаточно, тому Хаус збирає команду в морзі. Він дістає такий же пістолет і кулі й стріляє в трупа, намагаючись поцілити в теж саме місце, що й злочинець Джо. Команда робить МРТ трупа, але кулі пробивають сканер. Хаус починає думати проте, що Форман, який став дуже веселим, заразився такою ж хворобою, що й полісмен. Сміх пацієнта пройшов, але сліпота залишилась. Команда робить ехокардіограму серця. Під час процедури у Джо починається внутрішньо черепна кровотеча, а у Формана напад сміху.
Хаус поміщає Джо і Формана в спеціальну ізольовану палату. Форман має щогодинно вимірювати свою температуру. Форману роблять аналог МРТ і біопсію мозку, але результати не допомагають поставити діагноз. Кемерон переміряє всі речі, які Форман приніс з квартири полісмена, але це також не допомагає. Хаус не хоче ризикувати командою, тому не дозволяє піти в квартиру і зробити нову перевірку. Хаус у відчаї і не знає, що робити далі. Форман також, але він вдумується у хитрість. Коли Кемерон перевіряла його зір, він підібрав заражений шприц (Чейз брав аналіз у Формана, але ввівши голку в вену не зафіксував її і та впала на підлогу) і кольнув ним ногу Кемерон. Тепер вона має піти до квартири Джо і знайти відповідь. Тим часом у полісмена з'являється новий симптом гіпер чутливість до болю. Пацієнта мають ввести в кому, а інакше він помре від болю.
Кемерон завершила обшук в квартирі, а в холі її вже чекав Хаус. Він подивився, що знаходилось в мішку, в який вона збирала предмети для тестів. Хаус помітив три пачки з хлібом. Він знає, що Джо майже завжди харчується піцою, тому посилає Кемерон назад у квартиру. Вона покришила хліб і вже через декілька секунди прилетіли голуби. Кемерон помічає відерце в якому повно пташиного посліду. У Хауса з'являється нова версія — зараження грибком криптококус неоформанс. В лікарні Кемерон робить тест посліду, але в ньому не виявляться грибка. Джо помирає...